# بات ساباتيني
باتريك دانيال ساباتيني (بالإنجليزية: Patrick Daniel Sabatini؛ مواليد 9 نوفمبر 1990) هو مُقاتل فنون قتالية مختلطة أمريكي.

## وصلات خارجية
- بات ساباتيني على موقع يو إف سي (الإنجليزية)
- بات ساباتيني على موقع شيردوغ (الإنجليزية)
- بات ساباتيني على موقع Tapology.com (الإنجليزية)